# Carnegie Stichting (Nederland)
De Carnegie Stichting is een in 1903 op naam van Andrew Carnegie opgerichte stichting, die als doel heeft 'de oprichting en het onderhoud van een gebouw en een bibliotheek ten behoeve van het Permanent Hof van Arbitrage', waarmee de basis gelegd werd voor de bouw van het Vredespaleis.

## Oprichting
Vanaf 8 juni 1900 onderhield de Amerikaanse ambassadeur in Duitsland, Andrew Dickson White, een uitgebreide briefwisseling met de Brits-Amerikaanse staalmagnaat en filantroop Andrew Carnegie over de bouw van een soort 'Vredestempel' als onderkomen van het in 1899 opgerichte Permanent Hof van Arbitrage in Den Haag. Carnegie zag aanvankelijk niets in dit idee. Hij vond het voorbarig en was bang dat een dergelijke 'tempel' het imago van het jonge Permanente Hof zou schaden. Hij was wel bereid een 'eersteklas bibliotheek inzake volkerenrecht en diplomatie, en mogelijk van een daarbij passende behuizing' voor het Hof te stichten. Dit plan was in 1902 in een vergevorderd stadium: het Hof had er zijn goedkeuring aan gegeven en Carnegie had $ 250.000,- voor het project gereserveerd.
White bleef Carnegie brieven schrijven waarin hij vurig pleitte voor 'een Vredestempel waarvan de deuren, anders dan bij de Janus-tempel, wijd open zullen staan in vredestijd en gesloten worden in geval van oorlog [...] als een plechtige getuigenis van de volkeren dat, na lange, lange eeuwen, ten slotte een Hof zijn poorten geopend heeft voor de vreedzame beslechting van geschillen tussen de volkeren'. Deze brieven hadden succes en na een ontmoeting met White in oktober 1902 ging Carnegie overstag en was bereid een bedrag van anderhalf miljoen dollar te schenken. Op 26 januari 1903 besprak White de plannen met de Brits-Amerikaanse jurist Frederick William Holls. Deze had op 6 februari van dat jaar een onderhoud met Willem Alexander Frederik baron Gevers, Nederlands gezant in Washington. Op 5 maart kwam er een positief antwoord vanuit Den Haag.
Het Permanente Hof had echter geen rechtspersoonlijkheid in Nederland en dus moest er een stichting opgericht worden. Deze werd in augustus door Robert Melvil van Lynden opgericht, en heette eenvoudigweg de 'Stichting'. Maar volgens deze constructie moest vijftigduizend gulden belasting betaald worden, wat alleen voorkomen kon worden door de 'Stichting' op naam van Carnegie te zetten. Gevers stelde hiervoor een stichtingsakte op, gedateerd 7 oktober 1903, maar die pas 2 november door Carnegie in New York werd ondertekend. Volgens deze akte was de doelstelling van de Stichting 'de oprichting en het onderhoud in Den Haag van een gerechtsgebouw en bibliotheek ten behoeve van het Permanente Hof van Arbitrage opgericht krachtens het verdrag van 29 juli 1899'.

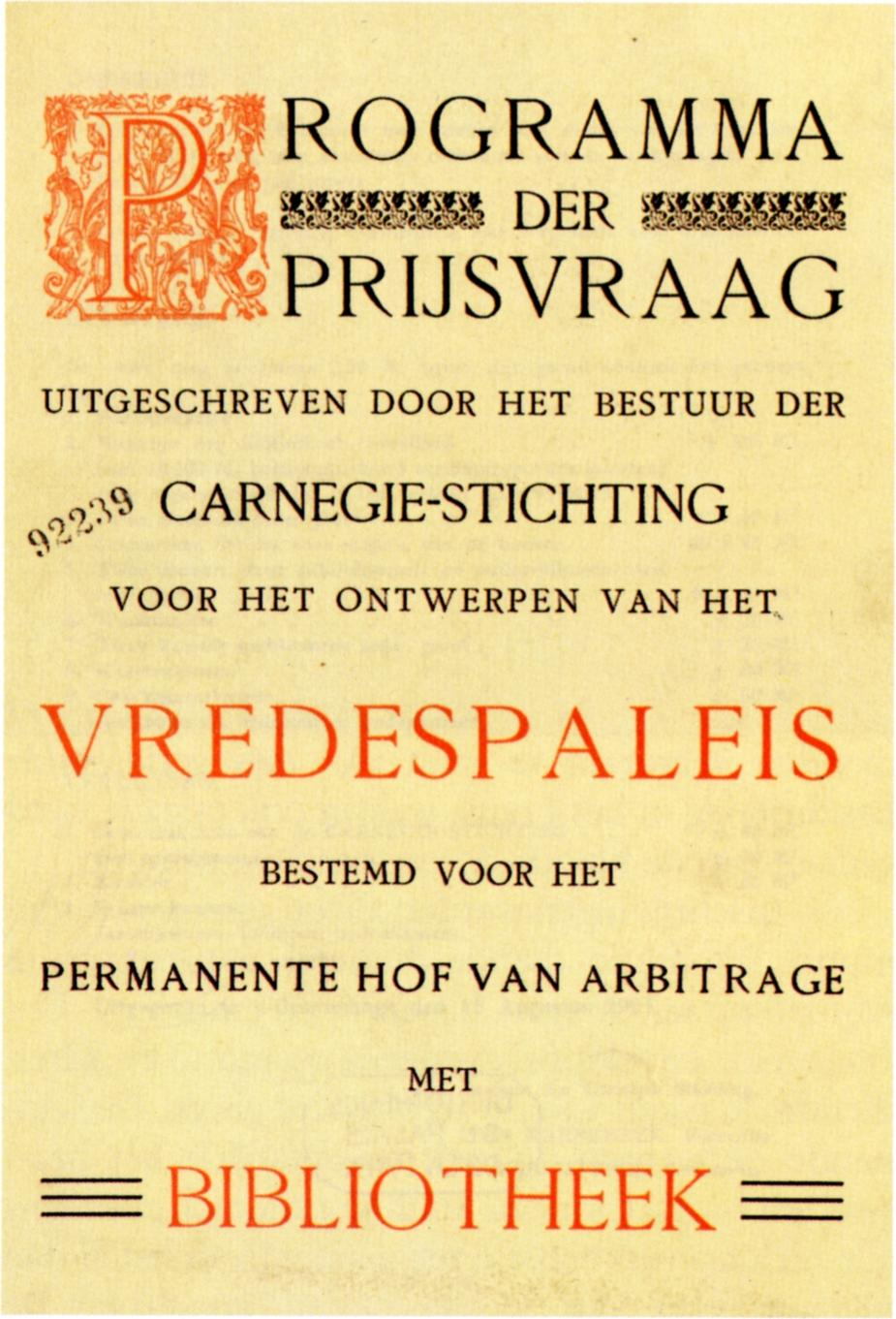
Programma voor de door de Carnegie Stichting uitgeschreven prijsvraag voor het Vredespaleis.

## De 'Stichting'
Bij Koninklijk Besluit van 30 mei 1904 werd het reglement van de Stichting op 6 juni van dat jaar bij notariële akte vastgelegd. Het eerste bestuur werd eveneens bij Koninklijk Besluit op 20 juni benoemd en bestond uit A.P.C. van Karnebeek (voorzitter), A.F. de Savornin Lohman, L.P.M.H. Michiels van Verduynen, S. van Citters (secretaris/penningmeester) en W.H. de Beaufort namens de Raad van Beheer van het Permanent Hof. Er moesten echter nog verschillende problemen worden opgelost voordat de stichting aan haar hoofdtaak kon beginnen. Er moest een geschikte vergaderruimte worden gevonden en de juridische status van de stichting moest worden verduidelijkt. De openingszitting op 22 juli 1904 was dan ook geheel aan dit laatste punt gewijd. Maar de Nederlandse regering kon de Stichting wat dit betrof snel geruststellen, waarna het eigenlijke werk kon beginnen.

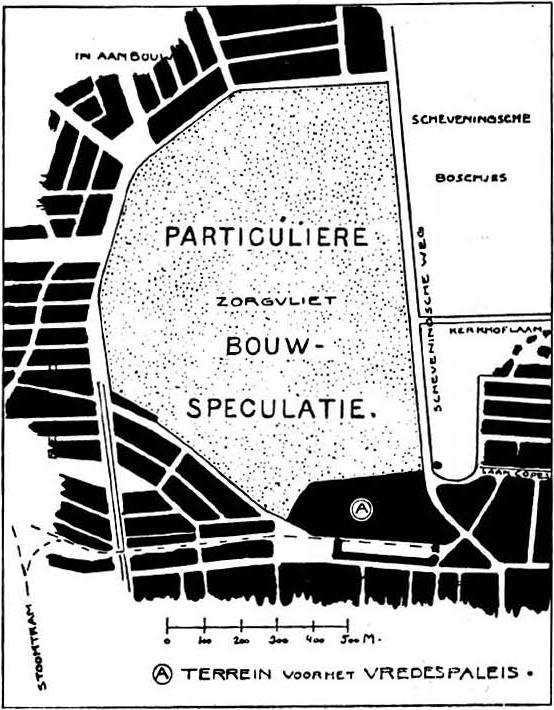
Landgoed Zorgvliet met het terrein voor het Vredespaleis (A). 1905.

De eerste taak van de Stichting was het vinden van een locatie voor Carnegies 'Vredestempel'. De Nederlandse regering beschikte niet over een terrein dat hier geschikt voor was en dus moest er grond worden aangekocht. In augustus 1904 diende de Stichting een verzoekschrift in bij de regering om de kwestie snel op te lossen. Voorzitter Van Karnebeek had zijn oog laten vallen op de Koekamp bij het Haagse Bos, maar toen het publiek hier kennis van nam was de verontwaardiging groot. Een aantasting van de Koekamp was ondenkbaar en in strijd met de Akte van Redemptie uit 1576. De gemeenteraad moest er zelfs aan te pas komen om dit plan te dwarsbomen. Ter compensatie bood de gemeente Den Haag de Sint Hubertusheuvel, het Belvédère en het huidige Westbroekpark aan. Ondertussen deden ook de exploitatiemaatschappij Park Zorgvliet en de grootgrondbezitter de Gravin van Bylandt aanbiedingen, waarbij de laatste de voorkeur van de Stichting had. Op 15 oktober schreef Van Karnebeek de regering, die bereid was het terrein van Van Bylandt te kopen en vervolgens aan de Stichting te schenken. Nu ging echter de Tweede Kamer niet akkoord, waarna de regering de gemeenteraad opdroeg de kwestie op te lossen. Deze stelde vervolgens een gedeelte van het Haagse Bos ter beschikking en ook nu kwam er een stroom van protest op gang, waarna de raad op 23 januari 1905 een definitief einde maakte aan dit plan door er zijn veto tegen uit te spreken. Vervolgens stelde Van Karnebeek een ander gedeelte van het Haagse Bos voor, wat de sympathie bij het publiek voor het Vredespaleis niet bepaald ten goede kwam.
Op 24 januari 1905 kwam echter het bericht binnen dat Park Zorgvliet Maatschappij bereid was een gedeelte van haar terrein te verkopen. Midden februari besloot het bestuur het 5 ha grote terrein voor ƒ 700.000 te kopen. Maar ook nu waren er hindernissen. Park Zorgvliet kocht het terrein in 1895 van de Groothertogin van Saksen-Weimar-Eisenach op voorwaarde dat er de eerste 15 jaar niet gebouwd zou worden. Voor de bouw van het Vredespaleis moest de door Anna Paulowna ingerichte Russische orthodoxe kapel gesloopt worden en dus rees de vraag of deze hiervoor gecompenseerd moest worden. Op 23 maart lichtte de Stichting de regering in over haar plannen en op 7 juni werd de akte van toezegging van de regering gepubliceerd, waarna op 18 augustus de definitieve voordracht plaatsvond.
De Carnegie Stichting is lid van de Hague Academic Coalition, een samenwerkingsverband van academische instituten op het gebied van internationale relaties, internationaal recht en internationale ontwikkeling. Daarnaast is de Carnegie Stichting een van de oprichtingspartners van The Hague Institute for Global Justice.